# Kerk van Critzum
De Kerk van Critzum, in het Duitse deel van het Reiderland, is een eenvoudige bakstenen zaalkerk, waarschijnlijk uit het begin van de dertiende eeuw, met een losstaande klokkentoren.
De kerk, gelegen op een omgrachte  warft midden in het dorp Critzum, heeft een rechte koorsluiting die door drie forse steunberen wordt geschraagd.  In de oostmuur zijn nog twee kleine romaanse rondboogvensters te vinden. In de zuidmuur zijn hiervan nog sporen te vinden. De noordmuur heeft een klein romaans venster en verder vier later aangebrachte grote rondboogvensters.
Van binnen heeft de kerk een tongewelf. De barokke preekstoel dateert uit de 17e eeuw. Het orgel is in de 19e eeuw gebouwd als schoolorgel en in 1939 omgebouwd. Zoals de meeste kerken in deze streek is het een hervormde kerk.